# Charlie Patino
Charlie Michael Patino (ur. 17 października 2003 w Watford) – angielski piłkarz hiszpańskiego pochodzenia występujący na pozycji pomocnika w hiszpańskim klubie Deportivo La Coruña oraz w reprezentacji Anglii do lat 21. Wychowanek Arsenalu, w trakcie swojej kariery grał także w Blackpool oraz Swansea City.